# 庫興氏潰瘍
庫興氏潰瘍（Cushing ulcer）是一種因顱內壓上升所造成的腸胃道潰瘍。本疾病以哈維·庫興命名。有時候則又稱罗基坦斯基-庫興氏症候群（Rokitansky-Cushing syndrome）。本疾病主要發生於胃部，但有時候也會發生於十二指腸近端，及食道遠端。

## 原因
顱內壓上升患者的迷走神經核會受到刺激而活化。迷走神經會釋放乙酰胆碱刺激胃壁細胞的M3受體，導致鉀鈉腺苷三磷酸酶活化，胃酸分泌增加而侵蝕胃壁。